# Effectif des équipes à la Coupe du monde de football 1930
Cette page contient la liste de toutes les équipes et leurs joueurs ayant participé à la Coupe du monde de football 1930 en Uruguay.

## Groupe 1

### Chili
| Nom                | Nom                 | Club                                          | Date de naissance | J.              | Buts            |                 |                 |                 |
| Gardiens de but    | Gardiens de but     | Gardiens de but                               | Gardiens de but   | Gardiens de but | Gardiens de but | Gardiens de but | Gardiens de but | Gardiens de but |
| ------------------ | ------------------- | --------------------------------------------- | ----------------- | --------------- | --------------- | --------------- | --------------- | --------------- |
|                    | Roberto Cortés      | Colo-Colo                                     | 2 février 1905    | 3               | 0               | 0               | 0               | 0               |
|                    | César Espinoza      | Club de Deportes Santiago Wanderers           | ?                 | 0               | 0               | 0               | 0               | 0               |
| Défenseurs         |                     |                                               |                   |                 |                 |                 |                 |                 |
|                    | Guillermo Riveros   | La Cruz Valparaiso                            | 10 février 1902   | 1               | 0               | 0               | 0               | 0               |
|                    | Ulises Poirier      | La Cruz Valparaiso                            | 2 février 1897    | 1               | 0               | 0               | 0               | 0               |
|                    | Víctor Morales      | Colo-Colo                                     | 10 mai 1905       | 2               | 0               | 0               | 0               | 0               |
|                    | Ernesto Chaparro    | Colo-Colo                                     | 4 janvier 1901    | 2               | 0               | 0               | 0               | 0               |
| Milieux de terrain |                     |                                               |                   |                 |                 |                 |                 |                 |
|                    | Guillermo Saavedra  | Colo-Colo                                     | 5 novembre 1903   | 3               | 0               | 0               | 0               | 0               |
|                    | Humberto Elgueta    | Club de Deportes Santiago Wanderers           | ?                 | 1               | 0               | 0               | 0               | 0               |
|                    | Arturo Torres       | Colo-Colo                                     | 20 octobre 1906   | 3               | 0               | 0               | 0               | 0               |
|                    | Casimiro Torres     | Corporacion Deportiva Everton de Vina del Mar | 1906              | 2               | 0               | 0               | 0               | 0               |
| Attaquants         |                     |                                               |                   |                 |                 |                 |                 |                 |
|                    | Carlos Vidal        | Audax Club Sportivo Italiano                  | 24 février 1902   | 3               | 1               | 0               | 0               | 0               |
|                    | Guillermo Subiabre  | Colo-Colo                                     | 25 février 1902   | 3               | 4               | 0               | 0               | 0               |
|                    | Eberardo Villalobos | Club Social de Deportes Rangers               | 1er avril 1908    | 3               | 0               | 0               | 0               | 0               |
|                    | Guillermo Arellano  | Colo-Colo                                     | 21 août 1908      | 1               | 0               | 0               | 0               | 0               |
|                    | Juan Aguilera       | Audax Club Sportivo Italiano                  | ?                 | 1               | 0               | 0               | 0               | 0               |
|                    | Tomás Ojeda         | Boca Juniors Antofagasta                      | 20 avril 1910     | 2               | 0               | 0               | 0               | 0               |
|                    | Carlos Schneberger  | Colo-Colo                                     | 21 juin 1902      | 2               | 0               | 0               | 0               | 0               |
|                    | Horacio Muñoz       | Arturo Fernández Vial                         | ?                 | 0               | 0               | 0               | 0               | 0               |
|                    | Arturo Coddou       | Arturo Fernández Vial                         | ?                 | 0               | 0               | 0               | 0               | 0               |
| Sélectionneur      |                     |                                               |                   |                 |                 |                 |                 |                 |
|                    | György Orth         |                                               | 30 avril 1901     |                 |                 |                 |                 |                 |

### France
| Nom                | Nom                  | Club                               | Date de naissance | J.              | Buts            |                 |                 |                 |
| Gardiens de but    | Gardiens de but      | Gardiens de but                    | Gardiens de but   | Gardiens de but | Gardiens de but | Gardiens de but | Gardiens de but | Gardiens de but |
| ------------------ | -------------------- | ---------------------------------- | ----------------- | --------------- | --------------- | --------------- | --------------- | --------------- |
|                    | André Tassin         | RC France                          | 23 février 1902   | 0               | 0               | 0               | 0               | 0               |
|                    | Alexis Thépot        | Red Star                           | 30 juillet 1906   | 3               | 0               | 0               | 0               | 0               |
| Défenseurs         |                      |                                    |                   |                 |                 |                 |                 |                 |
|                    | Numa Andoire         | OGC Nice                           | 19 mars 1908      | 0               | 0               | 0               | 0               | 0               |
|                    | Marcel Capelle       | RC France                          | 11 décembre 1905  | 3               | 0               | 0               | 0               | 0               |
|                    | Augustin Chantrel    | CASG Paris                         | 11 novembre 1906  | 3               | 0               | 0               | 0               | 0               |
|                    | Étienne Mattler      | FC Sochaux                         | 25 décembre 1905  | 3               | 0               | 0               | 0               | 0               |
|                    | Alexandre Villaplane | RC France                          | 12 septembre 1905 | 3               | 0               | 0               | 0               | 0               |
|                    | Jean Laurent         | FC Sochaux                         | 30 décembre 1906  | 0               | 0               | 0               | 0               | 0               |
| Milieux de terrain |                      |                                    |                   |                 |                 |                 |                 |                 |
|                    | Edmond Delfour       | RC France                          | 1er novembre 1907 | 3               | 0               | 0               | 0               | 0               |
|                    | Célestin Delmer      | Amiens Athlétic Club               | 15 février 1907   | 1               | 0               | 0               | 0               | 0               |
|                    | Lucien Laurent       | FC Sochaux                         | 10 décembre 1907  | 2               | 1               | 0               | 0               | 0               |
|                    | Marcel Pinel         | Red Star                           | 8 juillet 1908    | 3               | 0               | 0               | 0               | 0               |
| Attaquants         |                      |                                    |                   |                 |                 |                 |                 |                 |
|                    | Marcel Langiller     | Excelsior Athlétic Club de Roubaix | 2 juin 1908       | 3               | 1               | 0               | 0               | 0               |
|                    | Ernest Liberati      | Amiens Athlétic Club               | 22 mars 1906      | 3               | 0               | 0               | 0               | 0               |
|                    | André Maschinot      | FC Sochaux                         | 28 juin 1903      | 2               | 2               | 0               | 0               | 0               |
|                    | Émile Veinante       | RC France                          | 12 juin 1907      | 1               | 0               | 0               | 0               | 0               |
| Entraîneur         |                      |                                    |                   |                 |                 |                 |                 |                 |
|                    | Raoul Caudron        |                                    |                   |                 |                 |                 |                 |                 |
| Soigneur           |                      |                                    |                   |                 |                 |                 |                 |                 |
|                    | M. Panosetti         |                                    |                   |                 |                 |                 |                 |                 |

### Mexique
| Nom                | Nom                       | Club            | Date de naissance | J.              | Buts            |                 |                 |                 |
| Gardiens de but    | Gardiens de but           | Gardiens de but | Gardiens de but   | Gardiens de but | Gardiens de but | Gardiens de but | Gardiens de but | Gardiens de but |
| ------------------ | ------------------------- | --------------- | ----------------- | --------------- | --------------- | --------------- | --------------- | --------------- |
|                    | Oscar Bonfiglio           | Marte FC        | 5 octobre 1905    | 2               | - 10            | 0               | 0               | 0               |
|                    | Isidoro Sota              | Club América    | ?                 | 1               | - 3             | 0               | 0               | 0               |
| Défenseurs         |                           |                 |                   |                 |                 |                 |                 |                 |
|                    | Alfredo Sánchez           | Club América    | ?                 | 3               | 0               | 0               | 0               | 0               |
|                    | Dioniso Mejia             | CF Atlante      | ?                 | 1               | 0               | 0               | 0               | 0               |
|                    | Francisco Garza Gutiérrez | Club América    | ?                 | 1               | 0               | 0               | 0               | 0               |
|                    | Rafael Garza Gutiérrez    | Club América    | ?                 | 3               | 0               | 0               | 0               | 0               |
| Milieux de terrain |                           |                 |                   |                 |                 |                 |                 |                 |
|                    | Efraín Amézcua            | CF Atlante      | ?                 | 2               | 0               | 0               | 0               | 0               |
|                    | Felipe Rosas              | CF Atlante      | 5 février 1910    | 3               | 0               | 0               | 0               | 0               |
|                    | Hilario López             | Marte FC        | 18 novembre 1907  | 3               | 0               | 0               | 0               | 0               |
|                    | Juan Carreño              | CF Atlante      | 14 août 1907      | 3               | 1               | 0               | 0               | 0               |
|                    | Manuel Rosas              | CF Atlante      | 17 avril 1912     | 3               | 2               | 0               | 0               | 0               |
|                    | Raymundo Rodríguez        | Marte FC        | ?                 | 1               | 0               | 0               | 0               | 0               |
| Attaquants         |                           |                 |                   |                 |                 |                 |                 |                 |
|                    | Felipe Olivares           | CF Atlante      | ?                 | 1               | 0               | 0               | 0               | 0               |
|                    | José Ruiz                 | Necaxa          | ?                 | 2               | 0               | 0               | 0               | 0               |
|                    | Luis Pérez                | Necaxa          | ?                 | 2               | 0               | 0               | 0               | 0               |
|                    | Roberto Gayón             | Club América    | ?                 | 2               | 1               | 0               | 0               | 0               |
|                    | Jesús Castro              | CF Atlante      | ?                 | ?               | ?               | 0               | 0               | 0               |
| Sélectionneur      |                           |                 |                   |                 |                 |                 |                 |                 |
|                    | Juan Luque de Serralonga  |                 |                   |                 |                 |                 |                 |                 |

## Groupe 2

### Bolivie
| Nom                | Nom                  | Club                 | Date de naissance | J.              | Buts            |                 |                 |                 |
| Gardiens de but    | Gardiens de but      | Gardiens de but      | Gardiens de but   | Gardiens de but | Gardiens de but | Gardiens de but | Gardiens de but | Gardiens de but |
| ------------------ | -------------------- | -------------------- | ----------------- | --------------- | --------------- | --------------- | --------------- | --------------- |
|                    | Jesús Bermúdez       | Oruro Royal          | 1902              | 2               | 0               | 0               | 0               | 0               |
|                    | Miguel Murillo       | Club Bolívar         | ?                 | 0               | 0               | 0               | 0               | 0               |
| Défenseurs         |                      |                      |                   |                 |                 |                 |                 |                 |
|                    | Casiano Chavarría    | Calavera La Paz      | 3 août 1901       | 2               | 0               | 0               | 0               | 0               |
|                    | Segundo Durandal     | CS San Jose Oruro    | 17 mars 1912      | 2               | 0               | 0               | 0               | 0               |
|                    | Luis Reyes Peñaranda | Universitario La Paz | ?                 | 0               | 0               | 0               | 0               | 0               |
| Milieux de terrain |                      |                      |                   |                 |                 |                 |                 |                 |
|                    | Juan Argote          | Club Bolívar         | 1906              | 1               | 0               | 0               | 0               | 0               |
|                    | Miguel Brito         | Oruro Royal          | ?                 | 0               | 0               | 0               | 0               | 0               |
|                    | Diógenes Lara        | Club Bolívar         | 1902              | 2               | 0               | 0               | 0               | 0               |
|                    | Constantino Noya     | Oruro Royal          | ?                 | 0               | 0               | 0               | 0               | 0               |
|                    | Renato Sáinz         | The Strongest        | 14 décembre 1899  | 1               | 0               | 0               | 0               | 0               |
|                    | Jorge Valderrama     | Oruro Royal          | 12 décembre 1906  | 2               | 0               | 0               | 0               | 0               |
| Attaquants         |                      |                      |                   |                 |                 |                 |                 |                 |
|                    | Mario Alborta        | Club Bolívar         | 1904              | 2               | 0               | 0               | 0               | 0               |
|                    | José Bustamante      | Club Litoral         | 1907              | 2               | 0               | 0               | 0               | 0               |
|                    | René Fernández       | Alianza Oruro        | 1906              | 2               | 0               | 0               | 0               | 0               |
|                    | Gumersindo Gómez     | Oruro Royal          | 1907              | 1               | 0               | 0               | 0               | 0               |
|                    | Rafael Méndez        | Universitario La Paz | 1904              | 2               | 0               | 0               | 0               | 0               |
|                    | Eduardo Reyes Ortíz  | The Strongest        | 1907              | 0               | 0               | 0               | 0               | 0               |
| Sélectionneur      |                      |                      |                   |                 |                 |                 |                 |                 |
|                    | Ulises Saucedo       |                      | 3 mars 1896       |                 |                 |                 |                 |                 |

### Brésil
| Nom                | Nom             | Club                   | Date de naissance | J.              | Buts            |                 |                 |                 |
| Gardiens de but    | Gardiens de but | Gardiens de but        | Gardiens de but   | Gardiens de but | Gardiens de but | Gardiens de but | Gardiens de but | Gardiens de but |
| ------------------ | --------------- | ---------------------- | ----------------- | --------------- | --------------- | --------------- | --------------- | --------------- |
|                    | Joel            | América FC             | 1er mai 1904      | 1               | 0               | 0               | 0               | 0               |
|                    | Velloso         | Fluminense FC          | 25 septembre 1908 | 1               | 0               | 0               | 0               | 0               |
| Défenseurs         |                 |                        |                   |                 |                 |                 |                 |                 |
|                    | Brilhante       | Vasco da Gama          | 5 novembre 1904   | 0               | 0               | 0               | 0               | 0               |
|                    | Itália          | Vasco da Gama          | 22 mai 1907       | 2               | 0               | 0               | 0               | 0               |
|                    | Oscarino        | Ypiranga Niterói       | 17 janvier 1907   | 1               | 0               | 0               | 0               | 0               |
|                    | Zé Luiz         | São Cristóvão FC       | 24 mai 1903       | 1               | 0               | 0               | 0               | 0               |
| Milieux de terrain |                 |                        |                   |                 |                 |                 |                 |                 |
|                    | Benevenuto      | CR Flamengo            | 8 août 1903       | 0               | 0               | 0               | 0               | 0               |
|                    | Fausto          | CR Vasco de Gama       | 28 janvier 1905   | 2               | 0               | 0               | 0               | 0               |
|                    | Fernando        | Fluminense FC          | 1er mars 1906     | 2               | 0               | 0               | 0               | 0               |
|                    | Fortes          | Fluminense FC          | 9 septembre 1901  | 0               | 0               | 0               | 0               | 0               |
|                    | Hermógenes      | América FC             | 4 novembre 1908   | 2               | 0               | 0               | 0               | 0               |
|                    | Ivan Mariz      | Fluminense FC          | 16 mai 1910       | 0               | 0               | 0               | 0               | 0               |
|                    | Pamplona        | Botafogo               | 24 mars 1904      | 0               | 0               | 0               | 0               | 0               |
| Attaquants         |                 |                        |                   |                 |                 |                 |                 |                 |
|                    | Araken          | Santos FC              | 17 juillet 1905   | 0               | 0               | 0               | 0               | 0               |
|                    | Benedicto       | Botafogo               | 10 mai 1910       | 1               | 0               | 0               | 0               | 0               |
|                    | Carvalho Leite  | Botafogo               | 25 juin 1912      | 1               | 0               | 0               | 0               | 0               |
|                    | Doca            | São Cristóvão FC       | 7 avril 1903      | 0               | 0               | 0               | 0               | 0               |
|                    | Manoelzinho     | Goytacaz Futebol Clube | 22 août 1907      | 0               | 0               | 0               | 0               | 0               |
|                    | Moderato        | CR Flamengo            | 14 juillet 1902   | 1               | 2               | 0               | 0               | 0               |
|                    | Nilo            | Botafogo               | 3 avril 1903      | 1               | 0               | 0               | 0               | 0               |
|                    | Poly            | Americano FC           | 26 janvier 1909   | 1               | 0               | 0               | 0               | 0               |
|                    | Preguinho       | Fluminense FC          | 2 mars 1905       | 2               | 3               | 0               | 0               | 0               |
|                    | Russinho        | CR Vasco de Gama       | 18 décembre 1902  | 1               | 0               | 0               | 0               | 0               |
|                    | Teóphilo        | São Cristóvão FC       | 11 avril 1900     | 1               | 0               | 0               | 0               | 0               |
| Sélectionneur      |                 |                        |                   |                 |                 |                 |                 |                 |
|                    | Píndaro         |                        | 1er juin 1892     |                 |                 |                 |                 |                 |

### Yougoslavie
| Nom                | Nom                  | Club                              | Date de naissance | J.              | Buts            |                 |                 |                 |
| Gardiens de but    | Gardiens de but      | Gardiens de but                   | Gardiens de but   | Gardiens de but | Gardiens de but | Gardiens de but | Gardiens de but | Gardiens de but |
| ------------------ | -------------------- | --------------------------------- | ----------------- | --------------- | --------------- | --------------- | --------------- | --------------- |
| -                  | Milovan Jakšić       | BASK Belgrade                     | 21.09.1909        | 3               | 0               | 0               | 0               | 0               |
| -                  | Milan Stojanović     | BSK Belgrade                      | ?                 | 0               | 0               | 0               | 0               | 0               |
| Défenseurs         |                      |                                   |                   |                 |                 |                 |                 |                 |
| -                  | Milutin Ivković      | BASK Belgrade                     | 03.03.1906        | 3               | 0               | 0               | 0               | 0               |
| -                  | Dragoslav Mihajlović | BSK Belgrade                      | 13.12.1906        | 3               | 0               | 0               | 0               | 0               |
| -                  | Teofilo Spasojević   | SK Jugoslavija                    | 21.01.1909        | 0               | 0               | 0               | 0               | 0               |
| -                  | Dragomir Tošić       | BSK Belgrade                      | 08.11.1909        | 0               | 0               | 0               | 0               | 0               |
| Milieux de terrain |                      |                                   |                   |                 |                 |                 |                 |                 |
| -                  | Milorad Arsenijević  | BSK Belgrade                      | 06.06.1906        | 3               | 0               | 0               | 0               | 0               |
| -                  | Momčilo Đokić        | SK Jugoslavija                    | 27.02.1911        | 3               | 0               | 0               | 0               | 0               |
| -                  | Ljubiša Stefanović   | Football Club de Sète 34          | 04.01.1910        | 3               | 0               | 0               | 0               | 0               |
| Attaquants         |                      |                                   |                   |                 |                 |                 |                 |                 |
| -                  | Ivan Bek             | Football Club de Sète 34          | 29.10.1909        | 3               | 3               | 0               | 0               | 0               |
| -                  | Branislav Hrnjiček   | SK Jugoslavija                    | 05.06.1908        | 0               | 0               | 0               | 0               | 0               |
| -                  | Blagoje Marjanović   | BSK Belgrade                      | 09.09.1907        | 3               | 1               | 0               | 0               | 0               |
| -                  | Dušan Marković       | Vojvodina Novi Sad                | 09.03.1906        | 0               | 0               | 0               | 0               | 0               |
| -                  | Dragutin Najdanović  | BSK Belgrade                      | 15.04.1908        | 1               | 0               | 0               | 0               | 0               |
| -                  | Branislav Sekulić    | Sports Olympiques Montpelliérains | 29.10.1906        | 2               | 1               | 0               | 0               | 0               |
| -                  | Aleksandar Tirnanić  | BSK Belgrade                      | 15.07.1911        | 3               | 1               | 0               | 0               | 0               |
| -                  | Đorđe Vujadinović    | BSK Belgrade                      | 06.12.1909        | 3               | 1               | 0               | 0               | 0               |
| Sélectionneur      |                      |                                   |                   |                 |                 |                 |                 |                 |
|                    | Boško Simonović      |                                   | 12.02.1898        |                 |                 |                 |                 |                 |

## Groupe 3

### Pérou
| Nom                | Nom                    | Club                               | Date de naissance | J.              | Buts            |                 |                 |                 |
| Gardiens de but    | Gardiens de but        | Gardiens de but                    | Gardiens de but   | Gardiens de but | Gardiens de but | Gardiens de but | Gardiens de but | Gardiens de but |
| ------------------ | ---------------------- | ---------------------------------- | ----------------- | --------------- | --------------- | --------------- | --------------- | --------------- |
| -                  | Jorge Pardón           | Sporting Tabaco                    | 19.12.1909        | 1               | 0               | 0               | 0               | 0               |
| -                  | Juan Valdivieso        | Alianza Lima                       | 06.05.1910        | 1               | 0               | 0               | 0               | 0               |
| Défenseurs         |                        |                                    |                   |                 |                 |                 |                 |                 |
| -                  | Mario de las Casas     | Universitario de Deportes          | 31.01.1901        | 2               | 0               | 0               | 0               | 0               |
| -                  | Arturo Fernández       | Universitario de Deportes          | 10.04.1910        | 0               | 0               | 0               | 0               | 0               |
| -                  | Antonio Maquilón       | Sportivo Tarapacá Ferrocarril (es) | 29.11.1902        | 1               | 0               | 0               | 0               | 0               |
| -                  | Alberto Soria          | Alianza Lima                       | 1906              | 1               | 0               | 0               | 0               | 0               |
| Milieux de terrain |                        |                                    |                   |                 |                 |                 |                 |                 |
| -                  | Eduardo Astengo        | Universitario de Deportes          | ?                 | 1               | 0               | 0               | 0               | 0               |
| -                  | Alberto Denegri        | Universitario de Deportes          | ?                 | 2               | 0               | 0               | 0               | 0               |
| -                  | Plácido Galindo        | Universitario de Deportes          | 09.03.1906        | 1               | 0               | 0               | 0               | 1               |
| -                  | Domingo García         | Alianza Lima                       | 1904              | 1               | 0               | 0               | 0               | 0               |
| -                  | Julio Quintana         | Alianza Lima                       | ?                 | 0               | 0               | 0               | 0               | 0               |
| -                  | Juan Alfonso Valle     | Circolo Sportivo Italiano          | 1905              | 0               | 0               | 0               | 0               | 0               |
| Attaquants         |                        |                                    |                   |                 |                 |                 |                 |                 |
| -                  | Carlos Cillóniz        | Universitario de Deportes          | ?                 | 0               | 0               | 0               | 0               | 0               |
| -                  | Jorge Góngora          | Universitario de Deportes          | ?                 | 0               | 0               | 0               | 0               | 0               |
| -                  | José María Lavalle     | Alianza Lima                       | 05.06.1911        | 2               | 0               | 0               | 0               | 0               |
| -                  | Julio Lores            | Necaxa                             | 15.09.1908        | 2               | 0               | 0               | 0               | 0               |
| -                  | Demetrio Neyra         | Alianza Lima                       | 1906              | 2               | 0               | 0               | 0               | 0               |
| -                  | Lizardo Rodríguez Nue  | Alianza Lima                       | 30.08.1910        | 0               | 0               | 0               | 0               | 0               |
| -                  | Pablo Pacheco          | Universitario de Deportes          | ?                 | 0               | 0               | 0               | 0               | 0               |
| -                  | Jorge Sarmiento        | Alianza Lima                       | ?                 | 0               | 0               | 0               | 0               | 0               |
| -                  | Luis de Souza Ferreira | Universitario de Deportes          | 30.06.1904        | 2               | 1               | 0               | 0               | 0               |
| -                  | Alejandro Villanueva   | Alianza Lima                       | 04.06.1908        | 2               | 0               | 0               | 0               | 0               |
| Sélectionneur      |                        |                                    |                   |                 |                 |                 |                 |                 |
|                    | Francisco Bru          |                                    | 12.04.1885        |                 |                 |                 |                 |                 |

### Roumanie
| Nom                | Nom                 | Club                         | Date de naissance | J.              | Buts            |                 |                 |                 |
| Gardiens de but    | Gardiens de but     | Gardiens de but              | Gardiens de but   | Gardiens de but | Gardiens de but | Gardiens de but | Gardiens de but | Gardiens de but |
| ------------------ | ------------------- | ---------------------------- | ----------------- | --------------- | --------------- | --------------- | --------------- | --------------- |
|                    | Ion Lăpușneanu      | Sportul Studențesc           | 08.12.1908        | 2               | 0               | 0               | 0               | 0               |
|                    | Samuel Zauber       | Maccabi Bucarest             | ?                 | 0               | 0               | 0               | 0               | 0               |
| Défenseurs         |                     |                              |                   |                 |                 |                 |                 |                 |
|                    | Rudolf Bürger       | Chinezul Timișoara           | 31 octobre 1908   | 2               | 0               | 0               | 0               | 0               |
|                    | Iosif Czako         | UDR Reșița                   | 11 juin 1906      | 1               | 0               | 0               | 0               | 0               |
|                    | Adalbert Steiner    | Chinezul Timișoara           | 24 janvier 1907   | 1               | 0               | 0               | 0               | 0               |
| Milieux de terrain |                     |                              |                   |                 |                 |                 |                 |                 |
|                    | Alexandru Borbely   | Belvedere Bucarest           | ?                 | 0               | 0               | 0               | 0               | 0               |
|                    | Alfred Eisenbeisser | Dragoș Vodă Cernăuți         | 7 avril 1908      | 0               | 0               | 0               | 0               | 0               |
|                    | László Raffinsky    | Juventus Bucarest            | 23 avril 1905     | 2               | 0               | 0               | 0               | 0               |
|                    | Corneliu Robe       | Olimpia Bucarest             | 23 mai 1908       | 1               | 0               | 0               | 0               | 0               |
|                    | Petre Steinbach     | FC Unirea Tricolor București | 1er janvier 1906  | 2               | 0               | 0               | 0               | 0               |
|                    | Rudolf Steiner      | Chinezul Timișoara           | ?                 | 0               | 0               | 0               | 0               | 0               |
|                    | Emerich Vogl        | Juventus Bucarest            | 12 août 1905      | 2               | 0               | 0               | 0               | 0               |
| Attaquants         |                     |                              |                   |                 |                 |                 |                 |                 |
|                    | Ștefan Barbu        | Gloria Arad                  | 2 mars 1908       | 2               | 1               | 0               | 0               | 0               |
|                    | Adalbert Deșu       | UDR Reșița                   | 1909              | 2               | 1               | 0               | 0               | 0               |
|                    | Andrei Glanzmann    | FC Oradea                    | 27 mars 1907      | 0               | 0               | 0               | 0               | 0               |
|                    | Elemer Kocsis       | FC Bihor                     | 27 février 1910   | 0               | 0               | 0               | 0               | 0               |
|                    | Nicolae Kovacs      | Banatul Timișoara            | 23 novembre 1911  | 2               | 0               | 0               | 0               | 0               |
|                    | Constantin Stanciu  | Venus Bucarest               | 1911              | 1               | 1               | 0               | 0               | 0               |
|                    | Ilie Subășeanu      | Olimpia Bucarest             | 1906              | 0               | 0               | 0               | 0               | 0               |
|                    | Rudolf Wetzer       | Juventus Bucarest            | 17 mars 1901      | 2               | 0               | 0               | 0               | 0               |
| Sélectionneur      |                     |                              |                   |                 |                 |                 |                 |                 |
|                    | Costel Rădulescu    |                              | 5 octobre 1896    |                 |                 |                 |                 |                 |

### Uruguay
| Nom                | Nom                 | Club                      | Date de naissance  | J.              | Buts            |                 |                 |                 |
| Gardiens de but    | Gardiens de but     | Gardiens de but           | Gardiens de but    | Gardiens de but | Gardiens de but | Gardiens de but | Gardiens de but | Gardiens de but |
| ------------------ | ------------------- | ------------------------- | ------------------ | --------------- | --------------- | --------------- | --------------- | --------------- |
|                    | Enrique Ballesteros | Rampla Juniors            | 18 janvier 1905    | 4               | - 3             | 0               | 0               | 0               |
|                    | Miguel Capuccini    | Peñarol Montevideo        | 5 janvier 1904     | 0               | 0               | 0               | 0               | 0               |
| Défenseurs         |                     |                           |                    |                 |                 |                 |                 |                 |
|                    | Ernesto Mascheroni  | Olimpia Montevideo        | 21 novembre 1907   | 3               | 0               | 0               | 0               | 0               |
|                    | José Nasazzi        | Bella Vista Montevideo    | 24 mai 1901        | 4               | 0               | 0               | 0               | 0               |
|                    | Emilio Recoba       | Nacional Montevideo       | 3 novembre 1904    | -               | -               | 0               | 0               | 0               |
|                    | Domingo Tejera      | Montevideo Wanderers      | 22 juillet 1899    | 1               | 0               | 0               | 0               | 0               |
| Milieux de terrain |                     |                           |                    |                 |                 |                 |                 |                 |
|                    | José Andrade        | Nacional Montevideo       | 22 novembre 1901   | 4               | 0               | 0               | 0               | 0               |
|                    | Lorenzo Fernández   | Peñarol Montevideo        | 20 mai 1900        | 4               | 0               | 0               | 0               | 0               |
|                    | Alvaro Gestido      | Peñarol Montevideo        | 17 mai 1907        | 4               | 4               | 0               | 0               | 0               |
|                    | Ángel Melogno       | Bella Vista Montevideo    | 22 mars 1905       | -               | -               | 0               | 0               | 0               |
|                    | Conduelo Píriz      | Nacional Montevideo       | 1905               | -               | -               | 0               | 0               | 0               |
|                    | Carlos Riolfo       | Peñarol Montevideo        | 5 novembre 1905    | -               | -               | 0               | 0               | 0               |
| Attaquants         |                     |                           |                    |                 |                 |                 |                 |                 |
|                    | Peregrino Anselmo   | Peñarol Montevideo        | 3 août 1904        | 2               | 3               | 0               | 0               | 0               |
|                    | Juan Carlos Calvo   | Miramar Misiones          | 1906               | -               | -               | 0               | 0               | 0               |
|                    | Héctor Castro       | Nacional Montevideo       | 29 novembre 1904   | 2               | 2               | 0               | 0               | 0               |
|                    | Pedro Cea           | Nacional Montevideo       | 1er septembre 1900 | 4               | 5               | 0               | 0               | 0               |
|                    | Pablo Dorado        | Bella Vista Montevideo    | 22 juin 1908       | 3               | 2               | 0               | 0               | 0               |
|                    | Santos Iriarte      | Racing Club de Montevideo | 2 novembre 1902    | 4               | 2               | 0               | 0               | 0               |
|                    | Pedro Petrone       | Nacional Montevideo       | 11 mai 1904        | 1               | 0               | 0               | 0               | 0               |
|                    | Zoilo Saldombide    | Montevideo Wanderers      | 18 mars 1905       | -               | -               | 0               | 0               | 0               |
|                    | Héctor Scarone      | Nacional Montevideo       | 26 novembre 1898   | 3               | 1               | 0               | 0               | 0               |
|                    | Santos Urdinarán    | Nacional Montevideo       | 30 mars 1900       | 1               | 0               | 0               | 0               | 0               |
| Sélectionneur      |                     |                           |                    |                 |                 |                 |                 |                 |
|                    | Alberto Suppici     |                           |                    |                 |                 |                 |                 |                 |

## Groupe 4

### Belgique
| Nom                | Nom               | Club                             | Date de naissance  | J.              | Buts            |                 |                 |                 |
| Gardiens de but    | Gardiens de but   | Gardiens de but                  | Gardiens de but    | Gardiens de but | Gardiens de but | Gardiens de but | Gardiens de but | Gardiens de but |
| ------------------ | ----------------- | -------------------------------- | ------------------ | --------------- | --------------- | --------------- | --------------- | --------------- |
|                    | Arnold Badjou     | Daring Club Bruxelles            | 25 juin 1909       | 2               | 0               | 0               | 0               | 0               |
|                    | Jean De Bie       | Racing Club Bruxelles            | 9 avril 1892       | 0               | 0               | 0               | 0               | 0               |
| Défenseurs         |                   |                                  |                    |                 |                 |                 |                 |                 |
|                    | Alexis Chantraine | RFC de Liège                     | 19 mars 1901       | 0               | 0               | 0               | 0               | 0               |
|                    | Henri De Deken    | Royal Antwerp FC                 | 3 août 1907        | 1               | 0               | 0               | 0               | 0               |
|                    | Nicolas Hoydonckx | KS Kermt-Hasselt                 | 9 décembre 1900    | 2               | 0               | 0               | 0               | 0               |
| Milieux de terrain |                   |                                  |                    |                 |                 |                 |                 |                 |
|                    | Pierre Braine     | Royal Beerschot AC               | 26 octobre 1900    | 2               | 0               | 0               | 0               | 0               |
|                    | Jean De Clercq    | Royal Antwerp FC                 | 17 mai 1905        | 1               | 0               | 0               | 0               | 0               |
|                    | Auguste Hellemans | FC Malines                       | 21 juin 1907       | 2               | 0               | 0               | 0               | 0               |
|                    | Théodore Nouwens  | FC Malines                       | 17 février 1908    | 2               | 0               | 0               | 0               | 0               |
| Attaquants         |                   |                                  |                    |                 |                 |                 |                 |                 |
|                    | Ferdinand Adams   | Royal Sporting Club d'Anderlecht | 3 mai 1903         | 2               | 0               | 0               | 0               | 0               |
|                    | Gérard Delbeke    | Cercle Bruges KSV                | 1er septembre 1903 | 1               | 0               | 0               | 0               | 0               |
|                    | Jan Diddens       | FC Malines                       | 14 septembre 1906  | 2               | 0               | 0               | 0               | 0               |
|                    | Jacques Moeschal  | Racing Club Bruxelles            | 6 septembre 1900   | 2               | 0               | 0               | 0               | 0               |
|                    | André Saeys       | Cercle Bruges KSV                | 20 février 1911    | 0               | 0               | 0               | 0               | 0               |
|                    | Louis Versyp      | FC Bruges                        | 5 décembre 1908    | 2               | 0               | 0               | 0               | 0               |
|                    | Bernard Voorhoof  | Lierse SK                        | 10 mai 1910        | 1               | 0               | 0               | 0               | 0               |
| Sélectionneur      |                   |                                  |                    |                 |                 |                 |                 |                 |
|                    | Hector Goetinck   |                                  | 5 mars 1887        |                 |                 |                 |                 |                 |

### États-Unis
| Nom                | Nom               | Club                       | Date de naissance | J.              | Buts            |                 |                 |                 |
| Gardiens de but    | Gardiens de but   | Gardiens de but            | Gardiens de but   | Gardiens de but | Gardiens de but | Gardiens de but | Gardiens de but | Gardiens de but |
| ------------------ | ----------------- | -------------------------- | ----------------- | --------------- | --------------- | --------------- | --------------- | --------------- |
|                    | Jimmy Douglas     | New York Nationals         | 30/6/1898         | 3               | 0               | 0               | 0               | 0               |
| Défenseurs         |                   |                            |                   |                 |                 |                 |                 |                 |
|                    | Jimmy Gallagher   | New York Nationals         | 07/06/1901        | 3               | 0               | 0               | 0               | 0               |
|                    | James Gentle      | Philadelphia Cricket Club  | 21/07/1904        | 0               | 0               | 0               | 0               | 0               |
|                    | George Moorhouse  | New York Giants            | 20/10/1902        | 3               | 0               | 0               | 0               | 0               |
|                    | Raphael Tracey    | St. Louis Ben Millers      | 23/12/1904        | 3               | 0               | 0               | 0               | 0               |
|                    | Frank Vaughn      | St. Louis Ben Millers      | 18/02/1902        | 0               | 0               | 0               | 0               | 0               |
|                    | Alexander Wood    | Detroit Holley Carburators | 12/6/1907         | 3               | 0               | 0               | 0               | 0               |
| Milieux de terrain |                   |                            |                   |                 |                 |                 |                 |                 |
|                    | Andy Auld         | Providence FC              | 26 /1/1900        | 3               | 0               | 0               | 0               | 0               |
|                    | Jim Brown         | New York Giants            | 31/12/1908        | 3               | 1               | 0               | 0               | 0               |
|                    | Billy Gonsalves   | Fall River FC              | 10/8/1908         | 3               | 0               | 0               | 0               | 0               |
|                    | Arnie Oliver      | Providence FC              | 22/5/1907         | 0               | 0               | 0               | 0               | 0               |
|                    | Philip Slone      | New York Giants            | 20/1/1907         | 0               | 0               | 0               | 0               | 0               |
| Attaquants         |                   |                            |                   |                 |                 |                 |                 |                 |
|                    | Mike Bookie       | Cleveland Bruells          | 12/9/1904         | 0               | 0               | 0               | 0               | 0               |
|                    | Tom Florie        | New Bedford Whalers        | 6/9/1897          | 3               | 1               | 0               | 0               | 0               |
|                    | Bart McGhee       | New York Nationals         | 30/4/1899         | 3               | 1               | 0               | 0               | 0               |
|                    | Bertram Patenaude | Fall River FC              | 4/11/1909         | 3               | 4               | 0               | 0               | 0               |
| Sélectionneur      |                   |                            |                   |                 |                 |                 |                 |                 |
|                    | Robert Millar     |                            | 12/5/1890         |                 |                 |                 |                 |                 |

### Paraguay
| Nom                | Nom                    | Club                  | Date de naissance | J.              | Buts            |                 |                 |                 |
| Gardiens de but    | Gardiens de but        | Gardiens de but       | Gardiens de but   | Gardiens de but | Gardiens de but | Gardiens de but | Gardiens de but | Gardiens de but |
| ------------------ | ---------------------- | --------------------- | ----------------- | --------------- | --------------- | --------------- | --------------- | --------------- |
| -                  | Pedro Benítez          | Club Libertad         | ?                 | 1               | 0               | 0               | 0               | 0               |
| -                  | Modesto Denis          | Club Nacional         | 1901              | 1               | 0               | 0               | 0               | 0               |
| Défenseurs         |                        |                       |                   |                 |                 |                 |                 |                 |
| -                  | Eustacio Chamorro      | Club Presidente Hayes | ?                 | 0               | 0               | 0               | 0               | 0               |
| -                  | Salvador Flóres        | Cerro Porteño         | 1906              | 1               | 0               | 0               | 0               | 0               |
| -                  | José Miracca           | Club Nacional         | 23.09.1903        | 1               | 0               | 0               | 0               | 0               |
| -                  | Quiterio Olmedo        | Club Nacional         | 21.12.1907        | 2               | 0               | 0               | 0               | 0               |
| Milieux de terrain |                        |                       |                   |                 |                 |                 |                 |                 |
| -                  | Francisco Aguirre      | Olimpia Asunción      | 1908              | 1               | 0               | 0               | 0               | 0               |
| -                  | Santiago Benítez       | Olimpia Asunción      | 1903              | 1               | 0               | 0               | 0               | 0               |
| -                  | Eusebio Díaz           | Club Guaraní          | 1901              | 2               | 0               | 0               | 0               | 0               |
| -                  | Romildo Etcheverry     | Olimpia Asunción      | 1907              | 1               | 0               | 0               | 0               | 0               |
| -                  | Diego Florentín        | Club River Plate      | ?                 | 0               | 0               | 0               | 0               | 0               |
| -                  | Tranquilino Garcete    | Club Libertad         | 1907              | 2               | 0               | 0               | 0               | 0               |
| Attaquants         |                        |                       |                   |                 |                 |                 |                 |                 |
| -                  | Delfín Benítez Cáceres | Club Libertad         | 24.09.1910        | 1               | 0               | 0               | 0               | 0               |
| -                  | Saguier Carreras       | Club Sportivo Luqueño | ?                 | 0               | 0               | 0               | 0               | 0               |
| -                  | Diógenes Domínguez     | Club Sportivo Luqueño | 1902              | 1               | 0               | 0               | 0               | 0               |
| -                  | Aurelio González       | Olimpia Asunción      | 25.09.1905        | 2               | 0               | 0               | 0               | 0               |
| -                  | Lino Nessi             | Club Libertad         | 1904              | 2               | 0               | 0               | 0               | 0               |
| -                  | Amadeo Ortega          | Club River Plate      | ?                 | 0               | 0               | 0               | 0               | 0               |
| -                  | Bernabé Rivera         | Club Sportivo Luqueño | ?                 | 0               | 0               | 0               | 0               | 0               |
| -                  | Gerardo Romero         | Club Libertad         | 1906              | 1               | 0               | 0               | 0               | 0               |
| -                  | Luis Vargas Peña       | Olimpia Asunción      | 1905              | 2               | 1               | 0               | 0               | 0               |
| -                  | Jacinto Villalba       | Cerro Porteño         | ?                 | 0               | 0               | 0               | 0               | 0               |
| Sélectionneur      |                        |                       |                   |                 |                 |                 |                 |                 |
|                    | José Durand Laguna     |                       | 07.11.1885        |                 |                 |                 |                 |                 |